# Скиллачи, Джованни
Джованни Скиллачи (итал. Giovanni Schillaci; 3 ноября 1967, Палермо, Италия) — итальянский борец вольного стиля, чемпион и неоднократный призёр чемпионатов Европы, призёр чемпионатов мира.

## Спортивные результаты
- Чемпион Европы (1992), серебряный призёр чемпионата Европы (1996), бронзовый призёр чемпионатов Европы (1989, 1994).
- Серебряный призёр чемпионата мира (1991), бронзовый призёр чемпионата мира (1994).
- Чемпион Средиземноморских игр (1987, 1997), бронзовый призёр Средиземноморских игр (1991).
- Выступал на трёх Олимпиадах (1988, 1992, 1996).
- Бронзовый призёр чемпионата мира среди молодёжи (1987).
- Серебряный призёр чемпионата мира среди юниоров (1984).
- Чемпион мира среди кадетов (1983).